# U18-Världsmästerskapet i ishockey för herrar 2014
U18-Världsmästerskapet i ishockey för herrar 2014 var en världsmästerskapsturnering i ishockey, för pojklandslag med ishockeyspelare under 18 år. Turneringen var uppdelad på tre divisioner med två grupper inom division ett till tre. Toppdivisionen, med tio lag, spelade sina matcher i Villmanstrand och Imatra, Finland, och utgjorde det egentliga världsmästerskapet.
USA vann finalen över Tjeckien, och spelade sin sjätte raka final i U18-VM.  På väg till final slog USA ut Sverige för femte turneringen i följd. Kanada erövrade bronsmedaljerna genom att besegra Sverige med 3 - 1. 
VM i de lägre divisionerna avgjordes i olika perioder under mars och april 2013:
- Division I, grupp A i Nice, Frankrike, under perioden 13–19 april 2014.
- Division I, grupp B i Székesfehérvár, Ungern, under perioden 13–19 april 2014.
- Division II, grupp A i Dumfries, Storbritannien, under perioden 24–30 mars 2014.
- Division II, grupp B i Tallinn, Estland, under perioden 14–20 april 2014.
- Division III, grupp A i Sofia, Bulgarien, under perioden 24–30 mars 2014.
- Division III, grupp B i İzmit, Turkiet, under perioden 13–15 februari 2014.

Slutställningen i U18-VM i ishockey 2014:
| U18-VM 2014 | U18-VM 2014   |
| ----------- | ------------- |
| Guld        | USA U18       |
| Silver      | Tjeckien U18  |
| Brons       | Kanada U18    |
| 4.          | Sverige U18   |
| 5.          | Ryssland U18  |
| 6.          | Finland U18   |
| 7.          | Schweiz U18   |
| 8.          | Slovakien U18 |
| 9.          | Tyskland U18  |
| 10.         | Danmark U18   |

| Division I A | Division I A  |
| ------------ | ------------- |
| 11.          | Lettland U18  |
| 12.          | Norge U18     |
| 13.          | Kazakstan U18 |
| 14.          | Belarus U18   |
| 15.          | Frankrike U18 |
| 16.          | Italien U18   |

| Division I B | Division I B  |
| ------------ | ------------- |
| 17.          | Ungern U18    |
| 18.          | Österrike U18 |
| 19.          | Slovenien U18 |
| 20.          | Japan U18     |
| 21.          | Ukraina U18   |
| 22.          | Polen U18     |

| Division II A | Division II A      |
| ------------- | ------------------ |
| 23.           | Litauen U18        |
| 24.           | Sydkorea U18       |
| 25.           | Kroatien U18       |
| 26.           | Nederländerna U18  |
| 27.           | Storbritannien U18 |
| 28.           | Rumänien U18       |

| Division II B | Division II B |
| ------------- | ------------- |
| 29.           | Estland U18   |
| 30.           | Spanien U18   |
| 31.           | Serbien U18   |
| 32.           | Belgien U18   |
| 33.           | Kina U18      |
| 34.           | Island U18    |

| Division II A | Division II A      |
| ------------- | ------------------ |
| 23.           | Litauen U18        |
| 24.           | Sydkorea U18       |
| 25.           | Kroatien U18       |
| 26.           | Nederländerna U18  |
| 27.           | Storbritannien U18 |
| 28.           | Rumänien U18       |

| Division II B | Division II B |
| ------------- | ------------- |
| 29.           | Estland U18   |
| 30.           | Spanien U18   |
| 31.           | Serbien U18   |
| 32.           | Belgien U18   |
| 33.           | Kina U18      |
| 34.           | Island U18    |

| Division III A | Division III A  |
| -------------- | --------------- |
| 35.            | Australien U18  |
| 36.            | Israel U18      |
| 37.            | Taiwan U18      |
| 38.            | Bulgarien U18   |
| 39.            | Mexiko U18      |
| 39.            | Nya Zeeland U18 |

| Division III B | Division III B |
| -------------- | -------------- |
| 40.            | Sydafrika U18  |
| 41.            | Turkiet U18    |
| 42.            | Hongkong U18   |

| Division III B | Division III B |
| -------------- | -------------- |
| 40.            | Sydafrika U18  |
| 41.            | Turkiet U18    |
| 42.            | Hongkong U18   |

| Division III A | Division III A  |
| -------------- | --------------- |
| 35.            | Australien U18  |
| 36.            | Israel U18      |
| 37.            | Taiwan U18      |
| 38.            | Bulgarien U18   |
| 39.            | Mexiko U18      |
| 39.            | Nya Zeeland U18 |

| Division III B | Division III B |
| -------------- | -------------- |
| 40.            | Sydafrika U18  |
| 41.            | Turkiet U18    |
| 42.            | Hongkong U18   |

| Division III B | Division III B |
| -------------- | -------------- |
| 40.            | Sydafrika U18  |
| 41.            | Turkiet U18    |
| 42.            | Hongkong U18   |

## U18-VM 2014

### Inledande omgång
|  | Lag som kvalificerar sig till kvartsfinal |
|  | Laget spelar i nedflyttningsomgång        |

#### Grupp A
| Lag           | SM | V | ÖV | ÖF | F | GM | IM | Png |
| ------------- | -- | - | -- | -- | - | -- | -- | --- |
| Kanada U18    | 4  | 3 | 0  | 1  | 0 | 12 | 7  | 10  |
| Sverige U18   | 4  | 2 | 1  | 0  | 1 | 20 | 11 | 8   |
| Ryssland U18  | 4  | 1 | 2  | 1  | 0 | 14 | 10 | 8   |
| Slovakien U18 | 4  | 1 | 0  | 1  | 2 | 9  | 12 | 4   |
| Tyskland U18  | 4  | 0 | 0  | 0  | 4 | 8  | 23 | 0   |

##### Resultat
Alla tider är lokala - UTC+3.
| 17 april 2014 16:00 | Slovakien U18 | 2–3 ÖT (1–1, 1–1, 0–0) (ÖT 0–1) | Ryssland U18 | Arena, Imatra |

|  |                                                             | Matchsummering | | Åskådare: 786                                          |                                                        |
|  | P. Maier (M. Palocko) (PP) – 19:08 K. Pospisil (SH) – 36:02 |                | 15:44 – Y. Svechnikov (I. Nikolishin, N. Lyamkin) 37:20 – K. Pilipenko (V. Kamenev, D. Vovchenko) (PP) 60:22 – K. Pilipenko (D. Vovchenko, N. Lyamkin) (PP) | Domare: Mall:Landsdata FAT Andris Ansons Anssi Salonen | Domare: Mall:Landsdata FAT Andris Ansons Anssi Salonen |

| 17 april 2014 19:30 | Sverige U18 | 1–3 (0–1, 1–1, 0–1) | Kanada U18 | Arena, Imatra |

|  |                                                | Matchsummering |                                                                             | Åskådare: 967                           |                                         |
|  | D. Muztill Bagenda (A. Holmström) (PP) – 30:57 |                | 06:45 – J. Virtanen (R. McKeown) 21:03 – J. Virtanen (PP) 43:07 – M. Barzal | Domare: Mikko Kaukokari Geoffrey Miller | Domare: Mikko Kaukokari Geoffrey Miller |

| 18 april 2014 16:00 | Tyskland U18 | 1–4 (1–1, 0–1, 0–2) | Slovakien U18 | Arena, Imatra |

|  |                                   | Matchsummering | | Åskådare: 968                            |                                          |
|  | M. Wiederer (M. Kammerer) – 00:32 |                | 17:50 – J. Mily 34:22 – R. Bondra (J. Melisko) 44:38 – K. Ferletak (K. Pospisil) 59:50 – M. Palocko (J. Mily) | Domare: Alexander Sergeyev Tobian Wehrli | Domare: Alexander Sergeyev Tobian Wehrli |

| 19 april 2014 16:00 | Kanada U18 | 5–2 (1–0, 1–2, 3–0) | Tyskland U18 | Arena, Imatra |

|  | | Matchsummering |                                                                                          | Åskådare: 1,200                   |                                   |
|  | D. Audette (J. Hawryluk, B. Thomas) – 06:37 C. Bleakley (C. Bishop) – 34:29 R. Gropp (J. Virtanen) – 54:24 T. Konecny (B. Point, B. Perlini) – 56:18 J. McCann (J. Virtanen) – 59:25 |                | 33:09 – A. Eder (M. Daubner, J. Mayenschein) 37:49 – M. Kammerer (S. Loibl, M. Wiederer) | Domare: Pavel Hodek Anssi Salonen | Domare: Pavel Hodek Anssi Salonen |

| 19 april 2014 19:30 | Ryssland U18 | 3–4 GWS (0–2, 0–1, 3–0) (ÖT 0–0) (SO: 0–1) | Sverige U18 | Arena, Imatra |

|  | | Matchsummering | | Åskådare: 1,200                          |                                          |
|  | D. Vovchenko (I. Dervuk) – 42:48 S. Afonasievski – 49:02 V. Kamenev (N. Lyamkin, D. Vovchenko) (PP) – 52:05 Ivan Nikolishin Mall:SOmiss D. Vovchenko Mall:SOmiss |                | 11:19 – O. Lindblom (V. Nylander) 14:46 – G. Forsling (W. Nylander) (PP) 27:25 – G. Forsling (O. Lindblom) (PP) Mall:SOgoal Adrian Kempe Mall:SOgoal W. Nylander | Domare: Kendrick Nicholson Tobias Wehrli | Domare: Kendrick Nicholson Tobias Wehrli |

| 20 april 2014 16:00 | Slovakien U18 | 1–2 (1–0, 0–1, 0–1) | Kanada U18 | Arena, Imatra |

|  |                      | Matchsummering |                                                                    | Åskådare: 1,083                       |                                       |
|  | J. Mily (SH) – 12:24 |                | 39:53 – B. Perlini (H. Fleury, T. Sanheim) (PP) 53:23 – B. Perlini | Domare: Michael Hicks Gordon Schukies | Domare: Michael Hicks Gordon Schukies |

| 21 april 2014 16:00 | Ryssland U18 | 5–2 (3–2, 0–0, 2–0) | Tyskland U18 | Arena, Imatra |

|  | | Matchsummering |                                                                        | Åskådare: 1,183                    |                                    |
|  | Y. Svechnikov (V. Kamenev, N. Lyamkin) (PP) – 08:14 A. Protapovich (I. Nikolishin) – 09:22 K. Pilipenko (N. Lyamkin, V. Kamenev) (PP) – 15:59 I. Nikolishin (A. Protapovich, Y. Svechnikov) – 45:44 Y. Svechnikov (I. Nikolishin, A. Sleptsov) (PP) – 48:32 |                | 13:29 – S. Loibl (PP2) 14:17 – M. Kammerer (K. Wissmann, A. Eder) (PP) | Domare: Mikko Kaukorai Daniel Konc | Domare: Mikko Kaukorai Daniel Konc |

| 21 april 2014 19:30 | Sverige U18 | 6–2 (1–0, 3–1, 2–1) | Slovakien U18 | Arena, Imatra |

|  | | Matchsummering |                                              | Åskådare: 1,200                   |                                   |
|  | G. Forsberg (V. Nylander, A. Kempe) (PP) – 08:14 W. Nylander (A. Holmstrom) – 25:44 W. Nylander (A. Kempe) (PP2) – 28:57 A. Holmstrom (A. Ollas-Mattsson, W. Nylander) – 36:12 H. Tornqvist (R. Andersson) (SH) – 41:13 W. Nylander (A. Kempe, A. Holmstrom) (PP2) – 54:29 |                | 26:57 – C. Jaros (M. Halama) 45:27 – J. Mily | Domare: Pavel Hodek Anssi Salonen | Domare: Pavel Hodek Anssi Salonen |

| 22 april 2014 16:00 | Kanada U18 | 2–3 GWS (0–0, 1–0, 1–2) (ÖT 0–0) (SO: 0–1) | Ryssland U18 | Arena, Imatra |

|  | | Matchsummering | | Åskådare: 1200                                           |                                                          |
|  | T. Konecny (T. Sanheim) – 21:49 M. Barzal (J. McCann, T. Sanheim) – 47:40 Connor Bleackley Mall:SOmiss J. McCann Mall:SOmiss Jake Virtanen Mall:SOmiss |                | 40:27 – I. Nikolishin (R. Fazleyev) 59:25 – V. Kamenev (I. Nikolishin, A. Sleptsov) (PP)(EA) Mall:SOgoal Kirill Pilipenko Mall:SOmiss V. Kamenev | Domare: Mall:Landsdata FAT Andris Ansons Geoffrey Miller | Domare: Mall:Landsdata FAT Andris Ansons Geoffrey Miller |

| 22 april 2014 19:30 | Tyskland U18 | 3–9 (0–3, 1–4, 2–2) | Sverige U18 | Arena, Imatra |

|  | | Matchsummering | | Åskådare: 1200                      |                                     |
|  | M. Wiederer (M. Kammerer, K. Wissmann) (PP) – 31:01 M. Kammerer (S. Loibl, C. Konopatzki) – 41:30 M. Wiederer (M. Todam, K. Wissmann) (PP) – 44:33 |                | 07:06 – A. Holmstrom (O. Lindblom, A. Ollas-Mattsson) 11:21 – S. Aho (G. Franzen, K. Rosdahl) (PP2) 14:52 – O. Lindblom (V. Nylander, A. Holmstrom) 25:05 – V. Lagesson (W. Nylander, A. Holmstrom) 25:14 – H. Tornqvist (J. Forsbacka-Karlsson, K. Rosdahl) 32:58 – S. Aho (G. Franzen) (PP) 33:53 – R. Andersson (C. Ehn, K. Elgestal) 45:23 – G. Forsling (W. Nylander, A. Kempe) (PP) 50:30 – W. Nylander (A. Holmstrom, O. Lindblom) | Domare: Michael Hicks Tobias Wehrli | Domare: Michael Hicks Tobias Wehrli |

#### Grupp B
| Lag          | SM | V | ÖV | ÖF | F | GM | IM | Png |
| ------------ | -- | - | -- | -- | - | -- | -- | --- |
| USA U18      | 4  | 3 | 0  | 0  | 1 | 16 | 7  | 9   |
| Tjeckien U18 | 4  | 2 | 1  | 0  | 1 | 17 | 10 | 8   |
| Finland U18  | 4  | 2 | 0  | 1  | 1 | 14 | 10 | 7   |
| Schweiz U18  | 4  | 2 | 0  | 0  | 2 | 10 | 10 | 6   |
| Danmark U18  | 4  | 0 | 0  | 0  | 4 | 5  | 25 | 0   |

##### Resultat
Alla tider är lokala - UTC+3.
| 17 april 2014 15:00 | Schweiz U18 | 4–2 (1–2, 0–0, 3–0) | USA U18 | Kisapuisto, Villmanstrand |

|  | | Matchsummering |                                                                                    | Åskådare: 726                            |                                          |
|  | D. Riat (J. Privet) – 11:55 K. Fiala (D. Malgin, J. Siegenthaler) – 40:46 D. Malgin (K. Fiala) – 56:30 D. Malgin (ENG) – 59:49 |                | 05:13 – J. Dougherty (B. Fortunato, F. Milano) (PP) 15:42 – K. Connor (N. Hanifin) | Domare: Michael Hicks Kendrick Nicholson | Domare: Michael Hicks Kendrick Nicholson |

| 17 april 2014 18:30 | Danmark U18 | 1–6 (0–3, 1–2, 0–1) | Finland U18 | Kisapuisto, Lappeenranta |

|  |                                   | Matchsummering | | Åskådare: 1,942                  |                                  |
|  | J. Korsgaard (S. Nielsen) – 21:36 |                | 04:21 – S. Aho (A. Kalapudas) 07:24 – M. Rantanen (Rouhiainen, J. Lammikko) 08:26 – M. Rantanen (J. Lammikko, S. Moberg) (PP) 24:32 – S. Moberg (J. Lammikko) 29:23 – M. Rantanen (SH) 51:35 – K. Kapanen (M. Honkanen) (PP) | Domare: Pavel Hodek Linus Ohlund | Domare: Pavel Hodek Linus Ohlund |

| 18 april 2014 18:30 | Tjeckien U18 | 9–2 (4–0, 3–0, 2–2) | Danmark U18 | Kisapuisto, Lappeenranta |

|  | | Matchsummering |                                                                             | Åskådare: 204                       |                                     |
|  | J. Vrana (D. Pastrnak, V. Karabacek) (PP) – 06:51 M. Spacek (J. Zboril, P. Zacha) – 10:44 P. Zacha (V. Karabacek, M. Spacek) – 13:00 F. Vopelka (D. Masin) – 15:11 F. Pyrochta (J. Ordos, J. Cernoch) – 22:14 A. Rasner (L. Vopelka, J. Vrana) – 31:34 V. Karabacek (M. Spacek, J. Zboril) – 35:15 J. Vrana (D. Pastrnak) – 46:45 V. Karabacek (P. Zacha, V. Vanecek) – 50:10 |                | 42:34 – A. True (M. Klussmann, F. Hoeg) 59:28 – J. Korsgaard (M. Eskildsen) | Domare: Daniel Konc Gordon Schukies | Domare: Daniel Konc Gordon Schukies |

| 19 april 2014 15:00 | USA U18 | 3–0 (2–0, 1–0, 0–0) | Tjeckien U18 | Kisapuisto, Lappeenranta |

|  | | Matchsummering |  | Åskådare: 2,523                                       |                                                       |
|  | A. Matthews (J. Dougherty, B. Fortunato) – 08:17 F. Milano (J. Eichel, A. Tuch) – 20:58 K. Connor (J. Wegwerth, J. Glover) – 24:27 |                |  | Domare: Mall:Landsdata FAT Andris Ansons Linus Ohlund | Domare: Mall:Landsdata FAT Andris Ansons Linus Ohlund |

| 19 april 2014 18:30 | Finland U18 | 2–1 (1–1, 0–0, 1–0) | Schweiz U18 | Kisapuisto, Lappeenranta |

|  |                                                                               | Matchsummering |                                      | Åskådare: 4,133                        |                                        |
|  | J. Lammikko (M. Rantanen) – 04:48 S. Aho (V. Hopponen, J. Rouhiainen) – 49:04 |                | 10:01 – D. Malgin (K. Fiala, N. Rod) | Domare: Daniel Konc Alexander Sergeyev | Domare: Daniel Konc Alexander Sergeyev |

| 20 april 2014 18:30 | Danmark U18 | 0–7 (0–1, 0–2, 0–4) | USA U18 | Kisapuisto, Lappeenranta |

|  |  | Matchsummering | | Åskådare: 384                         |                                       |
|  |  |                | 10:24 – F. Milano (J. Eichel) 31:47 – J. Fiegl (J. Wegwerth) 36:34 – J. Eichel (F. Milano, J. Glover) 42:41 – J. Glover (F. Belpedio, F. Milano) 45:28 – R. Hitchcock (A. Matthews) 52:49 – J. Eichel (B. Fortunato, J. Dougherty 53:05 – K. Connor (R. Hitchcock, N. Hanifin) | Domare: Mikko Kaukokari Tobias Wehrli | Domare: Mikko Kaukokari Tobias Wehrli |

| 21 april 2014 15:00 | Finland U18 | 3–4 GWS (0–0, 1–2, 2–1) (ÖT 0–0) (SO: 0–1) | Tjeckien U18 | Kisapuisto, Lappeenranta |

|  | | Matchsummering | | Åskådare: 3,575                            |                                            |
|  | A. Kalapudas (V. Hopponen, J. Parikka) – 23:59 J. Lammikko (M. Rantanen) – 48:20 S. Niku (A. Kalapudas, S. Aho) – 58:48 A. Kalapudas Mall:SOmiss Kasperi Kapanen Mall:SOmiss |                | 32:14 – J. Vrana (D. Kase) 32:51 – J. Smejkal (F. Chlapak, R. Vesely) 56:39 – V. Karabacek Mall:SOgoal J. Vrana Mall:SOgoal David Pastrnak | Domare: Geoffrey Miller Kendrick Nicholson | Domare: Geoffrey Miller Kendrick Nicholson |

| 21 april 2014 18:30 | Schweiz U18 | 3–2 (0–0, 2–1, 1–1) | Danmark U18 | Kisapuisto, Lappeenranta |

|  | | Matchsummering |                                                                        | Åskådare: 593                                         |                                                       |
|  | R. Karrer (K. Fiala, D. Malgin) (PP) – 30:34 K. Fiala (J. Siegenthaler, R. Karrer) – 34:23 N. Rod (K. Fiala, D. Malgin) – 57:50 |                | 37:41 – T. Olsen (E. Christensen) 55:46 – C. Mieritz (s. Nielsen) (PP) | Domare: Mall:Landsdata FAT Andris Ansons Linus Ohlund | Domare: Mall:Landsdata FAT Andris Ansons Linus Ohlund |

| 22 april 2014 15:00 | Tjeckien U18 | 4–2 (0–0, 1–0, 3–2) | Schweiz U18 | Kisapuisto, Lappeenranta |

|  | | Matchsummering |                                                                           | Åskådare: 587                       |                                     |
|  | J. Vrana (D. Masin, F. Pyrochta) – 23:16 P. Zacha (V. Karabacek, D. Pastrnak) – 41:37 P. Zacha (D. Pastrnak) – 45:33 J. Smejkal (D. Pastrnak) (ENG) – 59:57 |                | 44:28 – N. Rod (K. Fiala, R. Karrer) 52:12 – K. Fiala (R. Karrer, N. Rod) | Domare: Daniel Konc Gordon Schukies | Domare: Daniel Konc Gordon Schukies |

| 22 april 2014 18:30 | USA U18 | 4–3 (1–1, 2–2, 1–0) | Finland U18 | Kisapuisto, Lappeenranta |

|  | | Matchsummering | | Åskådare: 4,047                         |                                         |
|  | N. Hanifin (PP) – 19:56 A. Bjork (D. Larkin) – 20:19 K. Connor (A. Matthews, N. Hanifin) – 39:59 J. Eichel (F. Milano) – 58:56 |                | 09:54 – M. Keskitalo (J. Lammikko, M. Honkanen) 25:42 – A. Saarela (M. Keskitalo) 33:53 – J. Kiviranta (K. Kapanen) | Domare: Linus Ohlund Alexander Sergeyev | Domare: Linus Ohlund Alexander Sergeyev |

### Nedflyttningsomgång
Lagen spelar en serie i bäst av tre matcher för att slippa nedflyttning till Division I.
| 24 april, 2014 11:00 | Tyskland U18 | 3 – 2 (1–1, 1–1, 1–0) | Danmark U18 | Arena, Imatra |

|  | | Matchsummering |                                                                                                | Åskådare: 988                     |                                   |
|  | D. Kolb (A. Eder, T. Kircher) – 12:21 A. Eder (D. Kolb, T. Kircher) (PP)– 37:43 S. Loibl (M. Wiederer, E. Quaas) – 51:20 |                | 12:04 – M. Eskildsen (E. Christensen, M. Jensen) 31:19 – M. Jensen (T. Olsen, E. Grandal) (PP) | Domare: Michael Hicks Pavel Hodek | Domare: Michael Hicks Pavel Hodek |

| 25 april, 2014 16:00 | Danmark U18 | 2 − 3 (öt) (2−0, 0−0, 0−2, 0−1) | Tyskland U18 | Arena, Imatra |

|  |  | Matchsummering |  | Åskådare: 746 |  |
|  |  |                |  |               |  |

| 27 april, 2014 12:00 | Tyskland U18 | Spelas ej | Danmark U18 | Arena, Imatra |

|  |  |  |  |  |  |
|  |  |  |  |  |  |

Tyskland vinner nedflyttningsserien i bäst av tre matcher. Den avslutande matchen spelas ej.  Tyskland U18 stannar kvar i toppdivisionen,  Danmark U18 flyttas ned till Division I Grupp A inför U18-VM i ishockey 2015.

### Finalserie
|  | Kvartsfinal |               |             |  |    |              |             |            |  |       |         |              |   |
|  | A1          | Kanada U18    | 3           |  |    |              |             |            |  |       |         |              |   |
|  | B4          | Schweiz U18   | 2           |  |    | Semifinal    | Semifinal   | Semifinal  |  |       |         |              |   |
|  |             |               |             |  |    | A1           | Kanada U18  | 3          |  |       |         |              |   |
|  | Kvartsfinal | Kvartsfinal   | Kvartsfinal |  | B2 | Tjeckien U18 | 4           |            |  |       |         |              |   |
|  | B2          | Tjeckien U18  | 3           |  |    |              |             |            |  |       |         |              |   |
|  | A3          | Ryssland U18  | 2           |  |    | Bronsmatch   | Bronsmatch  | Bronsmatch |  | Final | Final   | Final        |   |
|  |             |               |             |  |    |              | Kanada U18  | 3          |  |       | USA U18 | 5            |   |
|  | Kvartsfinal | Kvartsfinal   | Kvartsfinal |  |    |              | Sverige U18 | 1          |  |       |         | Tjeckien U18 | 2 |
|  | A2          | Sverige U18   | 10          |  |    |              |             |            |  |       |         |              |   |
|  | B3          | Finland U18   | 0           |  |    | Semifinal    | Semifinal   | Semifinal  |  |       |         |              |   |
|  |             |               |             |  |    | B1           | USA U18     | 4          |  |       |         |              |   |
|  | Kvartsfinal | Kvartsfinal   | Kvartsfinal |  | A2 | Sverige U18  | 1           |            |  |       |         |              |   |
|  | B1          | USA U18       | 6           |  |    |              |             |            |  |       |         |              |   |
|  | A4          | Slovakien U18 | 2           |  |    |              |             |            |  |       |         |              |   |

### Kvartsfinal
| 24 april, 2014 13:00 | USA U18 | 6–2 (3–0, 1–0, 2–2) | Slovakien U18 | Kisapuisto, Villmanstrand |

|  | | Matchsummering |                                                                                 | Åskådare: 503                              |                                            |
|  | J. Eichel (A. Tuch) – 00:54 J. MacLeod (J. Eichel) (PP2) – 03:28 A. Bjork (J. Eichel, S. Milano) – 17:08 A. Matthews (K. Connor, J. Glover) – 24:00 J. MacLeod (A. Tuch) (PP) – 48:30 N. Stevens (R. Collins) (PP) – 52:37 |                | 46:17 – K. Ferletak (C. Jaros) 55:30 – pp2 – M. Halama (F. Hrusik, K. Ferletak) | Domare: Gordon Schukies Alexander Sergeyev | Domare: Gordon Schukies Alexander Sergeyev |

| 24 april, 2014 15:00 | Tjeckien U18 | 3–2 ÖT (1–0, 0–1, 1–1) (ÖT 1–0) | Ryssland U18 | Arena, Imatra |

|  | | Matchsummering | | Åskådare: 1,116                       |                                       |
|  | J. Vrána (O. Miklis, D. Kase) – 18:53 D. Kase (A. Rasner, M. Špacek) – 41:17 J. Vrana (F. Pyrochta, D. Masin) – 65:55 |                | 32:35 – Y. Korshkov (K. Pilipenko, V. Kamenev) (PP) 49:02 – K. Pilipenko (E. Svechnikov, V. Kamenev) | Domare: Mikko Kaukokari Tobias Wehrli | Domare: Mikko Kaukokari Tobias Wehrli |

| 24 april, 2014 17:00 | Sverige U18 | 10–0 (3–0, 2–0, 5–0) | Finland U18 | Kisapuisto, Villmanstrand |

|  | | Matchsummering |  | Åskådare: 3,075                            |                                            |
|  | V. Nylander (A. Holmström) – 00:52 K. Rosdahl (H. Tornqvist, J. Forsbacka-Karlsson) – 07:36 V. Lagesson (C. Ehn, K. Elgestal) – 10:43 W. Lagesson (PP) – 20:54 M. Pettersson (C. Ehn, A. Ottosson) – 22:16 R. Andersson (H. Tornqvist) – 41:43 K. Elgestal – 45:43 W. Nylander – 45:49 A. Holmström (O. Lindblom, W. Nylander) (PP) – 52:22 A. Holmström (W. Nylander, A. Ollas-Mattsson) – 54:25 |                |  | Domare: Geoffrey Miller Kendrick Nicholson | Domare: Geoffrey Miller Kendrick Nicholson |

| 24 april, 2014 19:00 | Kanada U18 | 3–2 (1–1, 1–0, 1–1) | Schweiz U18 | Arena, Imatra |

|  | | Matchsummering |                                                                                  | Åskådare: 1,116                    |                                    |
|  | J. Virtanen (T. Sanheim, J. McCann) (PP) – 17:28 J. Quenneville (J. Hawryluk, R. Gropp) – 31:58 T. Konecny (T. Sanheim) – 59:30 |                | 07:50 – D. Diem (R. Frick, D. Riat) 55:43 – K. Fiala (D. Malgin, R. Karrer) (PP) | Domare: Linus Öhlund Anssi Salonen | Domare: Linus Öhlund Anssi Salonen |

### Semifinaler
| 26 april, 2014 15:00 | USA U18 | 4 − 1 ( 1 − 1 , 1 − 0 , 2 − 0 ) | Sverige U18 | Kisapuisto, Villmanstrand |

|  |  | Matchsummering |  | Åskådare: 2 038 |  |
|  |  |                |  |                 |  |

| 26 april, 2014 19:00 | Kanada U18 | 3 − 4 (öt) ( 0 − 1 , 1 − 2 , 2 − 0 , 0 − 1 ) | Tjeckien U18 | Kisapuisto, Villmanstrand |

|  |  | Matchsummering |  | Åskådare: 1 603 |  |
|  |  |                |  |                 |  |

### Bronsmatch
| 27 april, 2014 15:00 | Kanada U18 | 3 − 1 ( 1 − 1 , 1 − 0 , 1 − 0 ) | Sverige U18 | Kisapuisto, Villmanstrand |

|  |  | Matchsummering |  | Åskådare: 3 251 |  |
|  |  |                |  |                 |  |

### Final
| 27 april, 2014 19:00 | USA U18 | 5 − 2 ( 3 − 1 , 2 − 1 , 0 − 0 ) | Tjeckien U18 | Kisapuisto, Villmanstrand |

|  |  | Matchsummering |  | Åskådare: 3 338 |  |
|  |  |                |  |                 |  |

### Skytteliga
Listan visar de tio bästa utespelarna sorterade efter poäng, sedan mål.
| Spelare                   | SM | GM | A  | Png | +/- | PIM |
| ------------------------- | -- | -- | -- | --- | --- | --- |
| William Nylander Altelius | 7  | 6  | 10 | 16  | +8  | 0   |
| Axel Holmström            | 7  | 3  | 8  | 11  | +8  | 4   |
| Jakub Vrána               | 7  | 8  | 2  | 10  | +3  | 4   |
| Jack Eichel               | 7  | 5  | 5  | 10  | +6  | 2   |
| Frank Milano              | 7  | 3  | 7  | 10  | +6  | 4   |
| Kevin Fiala               | 5  | 4  | 5  | 9   | +4  | 8   |
| Kirill Pilipenko          | 5  | 5  | 2  | 7   | 0   | 0   |
| Auston Matthews           | 7  | 5  | 2  | 7   | +7  | 4   |
| Kyle Connor               | 7  | 3  | 4  | 7   | +8  | 0   |
| Denis Malgin              | 5  | 3  | 4  | 7   | +4  | 2   |

SM = Spelade matcher; GM = Gjorda mål; A = Assists; Png = Poäng; +/- = Plus/minus-statistik; PIM = Utvisningsminuter (eng: Penalties In Minutes)
Source: IIHF.com

### Målvaktsliga
Endast de fem bästa målvakter, som bygger på räddningsprocent, som har spelat 40% av lagets minuter ingår i denna lista.
| Spelare               | MIP    | SA  | GA | GAA  | Sv%   | SO |
| --------------------- | ------ | --- | -- | ---- | ----- | -- |
| Mason McDonald        | 371:17 | 171 | 12 | 1.94 | 92.98 | 0  |
| Gauthier Descloux     | 238:28 | 101 | 9  | 2.26 | 91.09 | 0  |
| Adam Húska            | 159:52 | 84  | 8  | 3.00 | 90.48 | 0  |
| Alexander Nedeljkovic | 359:05 | 112 | 12 | 1.84 | 90.18 | 1  |
| Maxim Tretiak         | 183:55 | 80  | 8  | 2.61 | 90.00 | 0  |

MIP = Minutes and seconds played (minutes:seconds); SA = Shots Against; GA = Goals Against; GAA = Goals Against Average; Sv% = Save Percentage; SO = Shutouts
Source: IIHF.com

## Division I

### Division I A
Division I A spelades i Nice, Frankrike, från 13 till 19 april 2014.
| Lag           | SM | V | ÖV | ÖF | F | GM | IM | Png |
| ------------- | -- | - | -- | -- | - | -- | -- | --- |
| Lettland U18  | 5  | 4 | 0  | 0  | 1 | 20 | 11 | 12  |
| Norge U18     | 5  | 3 | 1  | 0  | 1 | 26 | 12 | 11  |
| Kazakstan U18 | 5  | 3 | 0  | 1  | 1 | 17 | 11 | 10  |
| Belarus U18   | 5  | 2 | 1  | 1  | 1 | 15 | 12 | 9   |
| Frankrike U18 | 5  | 1 | 0  | 0  | 4 | 9  | 22 | 3   |
| Italien U18   | 5  | 0 | 0  | 0  | 5 | 8  | 27 | 0   |

| Flyttas upp till toppdivisionen 2015 | Flyttas ned till Division I B |

### Division I B
Division I B avgjordes i Székesfehérvár, Ungern, från 13 till 19 april 2014.
| Lag           | SM | V | ÖV | ÖF | F | GM | IM | Png |
| ------------- | -- | - | -- | -- | - | -- | -- | --- |
| Ungern U18    | 5  | 5 | 0  | 0  | 0 | 35 | 11 | 15  |
| Österrike U18 | 5  | 3 | 0  | 0  | 2 | 15 | 10 | 9   |
| Slovenien U18 | 5  | 3 | 0  | 0  | 2 | 15 | 16 | 9   |
| Japan U18     | 5  | 3 | 0  | 0  | 2 | 22 | 20 | 9   |
| Ukraina U18   | 5  | 1 | 0  | 0  | 4 | 15 | 16 | 3   |
| Polen U18     | 5  | 0 | 0  | 0  | 5 | 5  | 35 | 0   |

| Flyttas upp till Division I A | Flyttas ned till Division II A |

## Division II

### Division II A
Division II A avgjordes i Dumfries, Storbritannien, från 24 till 30 mars 2014.
| Lag                | SM | V | ÖV | ÖF | F | GM | IM | Png |
| ------------------ | -- | - | -- | -- | - | -- | -- | --- |
| Litauen U18        | 5  | 3 | 1  | 1  | 0 | 18 | 8  | 12  |
| Sydkorea U18       | 5  | 2 | 2  | 0  | 1 | 16 | 10 | 10  |
| Kroatien U18       | 5  | 3 | 0  | 0  | 2 | 20 | 19 | 9   |
| Nederländerna U18  | 5  | 2 | 0  | 0  | 3 | 12 | 13 | 6   |
| Storbritannien U18 | 5  | 1 | 0  | 1  | 3 | 12 | 20 | 4   |
| Rumänien U18       | 5  | 1 | 0  | 1  | 3 | 11 | 19 | 4   |

| Flyttas upp till Division I B | Flyttas ned till Division II B |

### Division II B
Division II B avgjordes i Tallinn, Estland, från 14 till 20 april 2014.
| Lag         | SM | V | ÖV | ÖF | F | GM | IM | Png |
| ----------- | -- | - | -- | -- | - | -- | -- | --- |
| Estland U18 | 5  | 4 | 0  | 0  | 1 | 30 | 13 | 12  |
| Spanien U18 | 5  | 4 | 0  | 0  | 1 | 25 | 11 | 12  |
| Serbien U18 | 5  | 4 | 0  | 0  | 1 | 31 | 9  | 12  |
| Belgien U18 | 5  | 1 | 1  | 0  | 3 | 17 | 31 | 5   |
| Kina U18    | 5  | 1 | 0  | 1  | 3 | 16 | 21 | 4   |
| Island U18  | 5  | 0 | 0  | 0  | 5 | 8  | 42 | 0   |

| Flyttas upp till Division II A | Flyttas ned till Division III A |

## Division III

### Division III A
Division III A avgjordes i Sofia, Bulgarien, från 24 till 30 mars 2014.
| Lag                  | SM | V | ÖV | ÖF | F | GM | IM | Png |
| -------------------- | -- | - | -- | -- | - | -- | -- | --- |
| Australien U18       | 5  | 4 | 0  | 0  | 1 | 14 | 6  | 12  |
| Israel U18           | 5  | 3 | 0  | 0  | 2 | 25 | 15 | 9   |
| Kinesiska Taipei U18 | 5  | 2 | 1  | 0  | 2 | 12 | 13 | 8   |
| Bulgarien U18        | 5  | 2 | 0  | 0  | 3 | 11 | 17 | 6   |
| Mexiko U18           | 5  | 2 | 0  | 0  | 3 | 13 | 10 | 6   |
| Nya Zeeland U18      | 5  | 1 | 0  | 1  | 3 | 9  | 23 | 4   |

| Flyttas upp till Division II B | Flyttas ned till Division III B |

### Division III B
Division III B avgjordes i Izmit, Turkiet, från 13 till 15 februari 2014.
| Lag           | SM | V | ÖV | ÖF | F | GM | IM | Png |
| ------------- | -- | - | -- | -- | - | -- | -- | --- |
| Sydafrika U18 | 2  | 2 | 0  | 0  | 0 | 10 | 4  | 6   |
| Turkiet U18   | 2  | 1 | 0  | 0  | 1 | 6  | 4  | 3   |
| Hongkong U18  | 2  | 0 | 0  | 0  | 2 | 5  | 13 | 0   |

| Flyttas upp till Division III A |

## Källa
- IIHF